# Summertown (Tennessee)
Summertown statisztikai település az USA Tennessee államában, Lawrence megyében. Lakosainak száma 856 fő (2020. április 1.).

## Népesség
A település népességének változása:

| 2010 | 866 |
| 2020 | 856 |